# Били Костел на Ниси
Били Костел на Ниси (чеш. Bílý Kostel nad Nisou) је насељено мјесто са административним статусом сеоске општине (чеш. obec) у округу Либерец, у Либеречком крају, Чешка Република.

## Становништво
Према подацима о броју становника из 2014. године насеље је имало 927 становника.